# Спарток V
Спарток V (дата народження невідома — близько 180 р. до н. е.) — боспорський цар, можливо син Перісада II або Спартока IV.
Інших відомостей про цього царя в наш час[коли?] немає. Після його смерті влада перейшла до дочки Камасарії Філотекни та її чоловіка Перісада III. За різними гіпотезами Перісад III був племінником або сином Спартока V.